# Blackwood (Kurzfilm)
Blackwood ist ein kanadischer Dokumentarfilm aus dem Jahr 1976 über den neufundländischen Künstler David Blackwood, der von Tony Ianzelo und Andy Thomson für das National Film Board of Canada gedreht wurde.

## Handlung
Der Film untersucht die Arbeit des aus Neufundland stammenden David Blackwood (1941–2022), einem der bedeutendsten kanadischen Tiefdruckdrucker. Blackwood führt den Zuschauer Schritt für Schritt durch den Prozess der Radierung. Wir sehen historische Bilder seiner Heimatstadt Wesleyville und hören die Geschichten eines erfahrenen Seemanns.
Ein großer Teil von Blackwoods Werk zeigt das Leben und die Industrie in den Außenhäfen Neufundlands, und wir sehen einige seiner Bilder von Schiffswracks, Robbenjagden und Begegnungen mit Eisbergen. Gordon Pinsent, ein gebürtiger Neufundländer, erzählt in sanftem Ton, und die Filmaufnahmen zeigen feine Fäden, die sich verweben, vermischen, trennen und wieder verschwinden und so ein Gefühl von Geschichte und einer längst vergangenen Lebensweise vermitteln.

## Auszeichnung
- 1977: Festival International du Film sur l’Art, Paris – Großer Preis für Bildqualität,[4]
- 1977: Festival du Film Touristique et Folkloristique, Brüssel – Preis des Fürstentums Monaco für den besten Film, der die Vergangenheit einer Region mit den Mitteln der Kunst darstellt
- 1977: Yorkton Film Festival, Yorkton, Saskatchewan: Golden Sheaf Award für den besten Kurzfilm, Golden Sheaf Award, Bester Tonschnitt (an John Knight)[5]
- 1977: 49. Academy Awards, Los Angeles – Nominiert, Bester Kurzdokumentarfilm